# 多普达

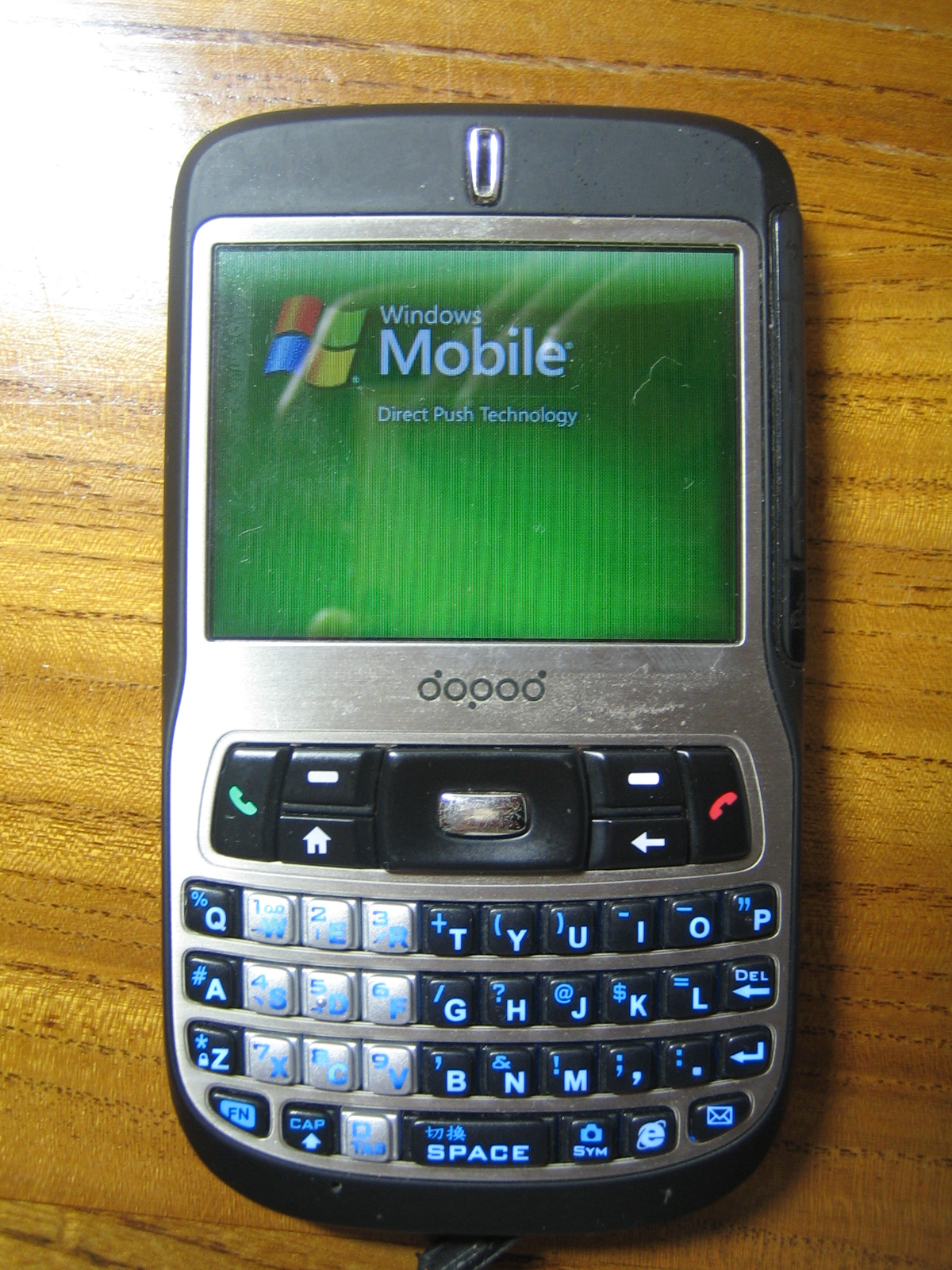
C720W

多普達（dopod）是一家專注於生產手持設備的科技公司。之前曾有兩家多普達公司，一家為“多普達通訊有限公司”，經營中國大陸與港澳地區的業務；一家為“多普達國際股份有限公司”，經營亞太地區的業務；“多普達國際股份有限公司”已被臺灣宏達電收購，現在所提及的多普達公司多指“多普達通訊有限公司”。需要特別指出的是，多普達並非宏達電的子公司或自有品牌。
多普達通訊有限公司2002年4月由有“多普達之父”之稱的楊興平創辦，宏達電和中國電子集團公司共同出資組建，總部在中國上海，生產基地在中國武漢。
多普達國際股份有限公司創立於2002年7月1日，宏達電和威盛電子共同出資組建，最初由宏達電的王雪紅擔任董事長。為避免宏達電有代工和自主品牌的雙重分身，所以後來董事長改由威盛電子監察人丁秀鳳擔任。總部在台灣桃園，生產基地在台灣新竹，2007年5月被宏達電收購。在2010年，HTC品牌正式进入中国大陆后，多普达品牌逐渐被停止使用。

## 商標含義
dopod logo本身包含很多含義 ：五個圓圈和三個圓點代表二進位。0，1，0，1的電腦語言。do表示做，意味著dopod強大的功能將全面照顧你的工作、 生活、娛樂、休閒；pod直譯是豆莢的意思，豆莢包含了多顆種子，正如dopod融合了通訊、電腦、互聯網等多種功能一樣。 
五個圓圈分別代表品牌、技術、產品、內容、服務，三個圓點分別代表一種全新的行業類別，一種全新的產業模式以及一種全新的合作方式。 dopod 標誌正中以英文字母P為中心相對稱。 字母P更是可以讓人聯想到phone（手機）、PC（電腦）、platform （應用平臺）、partner（合作夥伴）、people（人）等等。

## 資料來源
1. ↑  .[永久]
2. ↑  .[永久]

## 相關連結
- 宏達國際電子

## 外部連結
- 多普達通訊有限公司
- 宏达电子收购多普达 （页面存档备份，存于）
- 宏达电收购多普达品牌将淡出 代工厂迈向品牌 （页面存档备份，存于）
- 台灣HTC宏達電 ＆ 中國DOPOD多普達通訊的關係 （页面存档备份，存于）